# 日本オーエー研究所
株式会社日本オーエー研究所（ニホンオーエーケンキュウショ、Nihon OA Research Co., Ltd.）は、東京都千代田区に本社を置き、主に官公庁システムの受託開発を行う企業。

## 概要
1983年の創業以来、官公庁システムの受託開発を手がける企業で、財務省や国税庁で利用される情報システムの開発実績を有する。
2022年12月にTOKYO PRO Marketに上場し、2024年12月に名古屋証券取引所ネクスト市場に上場。

## 沿革
- 1983年5月 - 東京都文京区小石川に有限会社日本オーエー研究所として設立
- 1984年10月 - 株式会社日本オーエー研究所に改組
- 1986年1月 - 東京都文京区白山に本社機能統合
- 2006年9月 - 東京都文京区本郷に本社機能移転
- 2008年
  - 4月 - NTTデータのアソシエイトパートナーに認定
  - 7月 - プライバシーマーク認定を取得[4]
- 2010年4月 - 関西事務所（現関西オフィス）を開設
- 2012年
  - 2月 - 東京都千代田区飯田橋三丁目に本社機能移転
  - 10月 - 情報セキュリティマネジメントシステム（ISMS）の認証を取得[5]
- 2013年10月 - 関西オフィスを大阪府池田市に移転
- 2016年4月 - 関西オフィスを大阪府淀川区に移転
- 2017年3月 - 東京都千代田区飯田橋二丁目に東京本社を移転
- 2022年12月 - TOKYO PRO Marketに株式を上場
- 2023年7月 - 東京都千代田区西神田三丁目に東京本社を移転
- 2024年
  - 12月22日 - TOKYO PRO Market上場廃止
  - 12月23日 - 名古屋証券取引所ネクスト市場に上場